# Meersburg
Meersburg (pronunciación en alemán: /ˈmeːɐ̯sˌbʊʁk/ⓘ) es una localidad de Alemania, situada a orillas del lago Constanza, en el estado federado de Baden-Wurtemberg. Es una ciudad de un peso turístico considerable, siendo de los puntos más visitados de este gran lago.

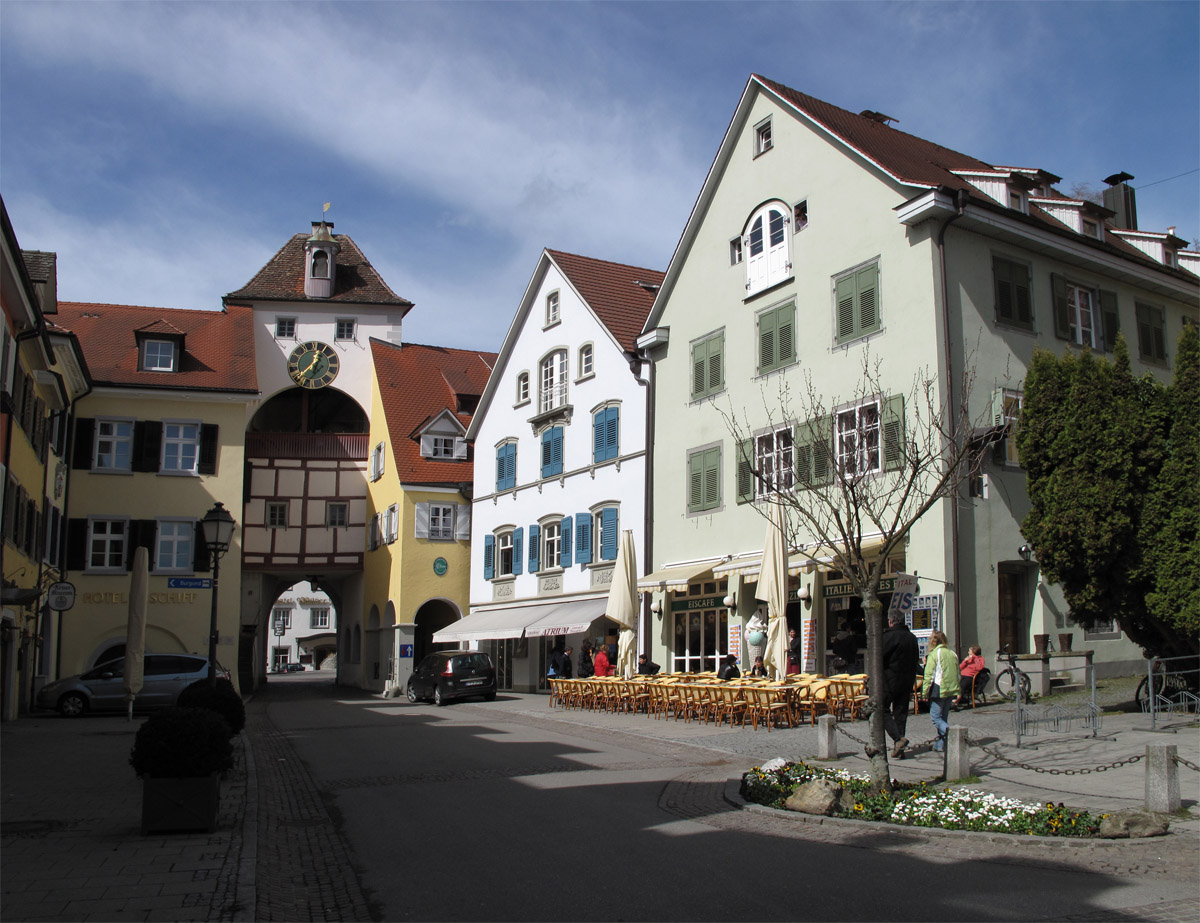
Zona baja de la ciudad (Unterstadtstrasse), con la torre Unterstadttor y su reloj

Tiene un marcado carácter medieval, como muchas de las ciudades de esa zona, y es una bella y turística ciudad privilegiadamente elevada sobre el lago. Esto hace que su vista de todo este, con la orilla suiza al frente, los Alpes detrás de ésta, y la ciudad de Constanza (Konstanz, en alemán) en el lado más cercano, merezca por sí sola una visita. 
Cualquier visitante descubrirá enseguida que otro de los protagonistas económicos de la ciudad es la producción de vino, ya que sus viñas llenan ordenada y respetuosamente las laderas y sus bodegas, tabernas y almacenes de vino nos lo recuerdan constantemente por medio de palabras alemanas relacionadas con ello: Wein (vino), Keller (bodega), Winzer (viticultor), etc.

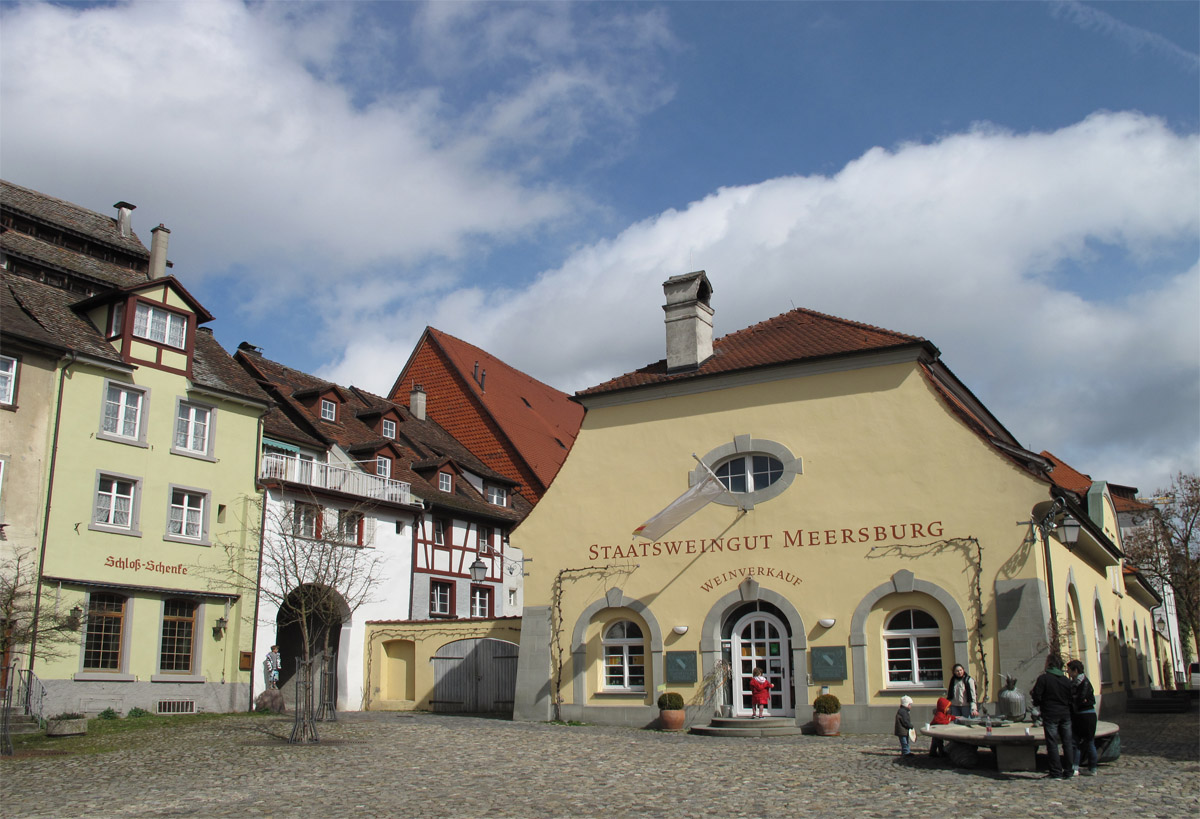
Bodega en la zona alta de la ciudad

Desde la ciudad se puede tomar un ferry que cruza el lago hacia Suiza o hacia la ciudad de Constanza (este funciona constantemente, a modo de puente entre las dos ciudades), o se puede acceder por tren o carretera hacia Baviera o, poco más allá, hasta Bregenz, ya en Austria. Este es el tercer país que comparte tierras en este gran lago alimentado por el Rin, que aporta aguas directas de los Alpes. Otro ferry enlaza el municipio directamente con la isla de Mainau.

## Historia

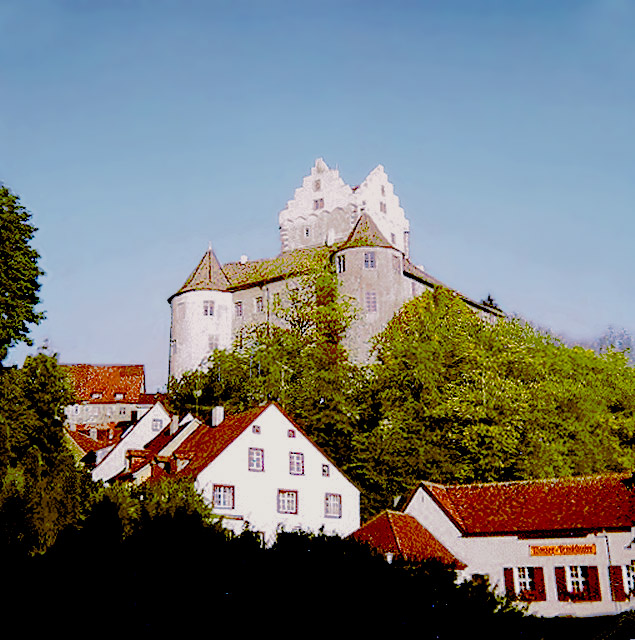
Castillo de Meersburg.

La población es nombrada por primera vez en el año de 988 con el nombre de Merdesburch. Entre los años de 1210 y 1803 perteneció al Obispado de Constanza.
Hacia el año 1300 recibió la villa el privilegio para celebrar un mercado semanal, pasando a utilizarse y desarrollarse para ello la zona inferior de la ciudad, hasta entonces ocupada prácticamente solo por pescadores.

## Monumentos
- El Castillo Viejo (Altes Schloss en alemán) data del siglo VII y está considerado como el castillo habitado más antiguo del país. Situado en lo alto de una colina a 440 metros sobre el nivel del mar, se obtienen unas magníficas vistas del Lago Constanza. En el interior hay más de 30 habitaciones con la decoración original de la época.

- El Castillo Nuevo (Neues Schloss en alemán) fue erigido en el siglo XVIII y fue la residencia de los Príncipes Obispos de Constanza hasta principios del siglo XIX, desde 1962 alberga un museo en su interior. Al castillo se accede por unas inclinadas callejuelas llenas de pintorescas y cuidadas casas. El recorrido por el castillo-museo está bien indicado y todas sus salas tienen un mobiliario y una ambientación reales. Entre las paredes de este edificio pasó los últimos años de su vida la escritora Annette von Droste-Hülshoff. Otro edificio de la misma época y especial interés es su Seminario episcopal.

- El Centro Histórico se conserva intacto, pudiéndose pasear por sus estrechas y empinadas callejuelas adoquinadas. Dichas calles están flanqueadas por casas de estilo medieval, con fachadas decoradas con frescos de muchísimos colores. Como curiosidad, la ciudad está considerada una de las más antiguas de Alemania, y conserva el hotel más antiguo del país.

En sus cercanías se puede visitar el Museo de Palafitos de Unteruhldingen.

## Comunicaciones

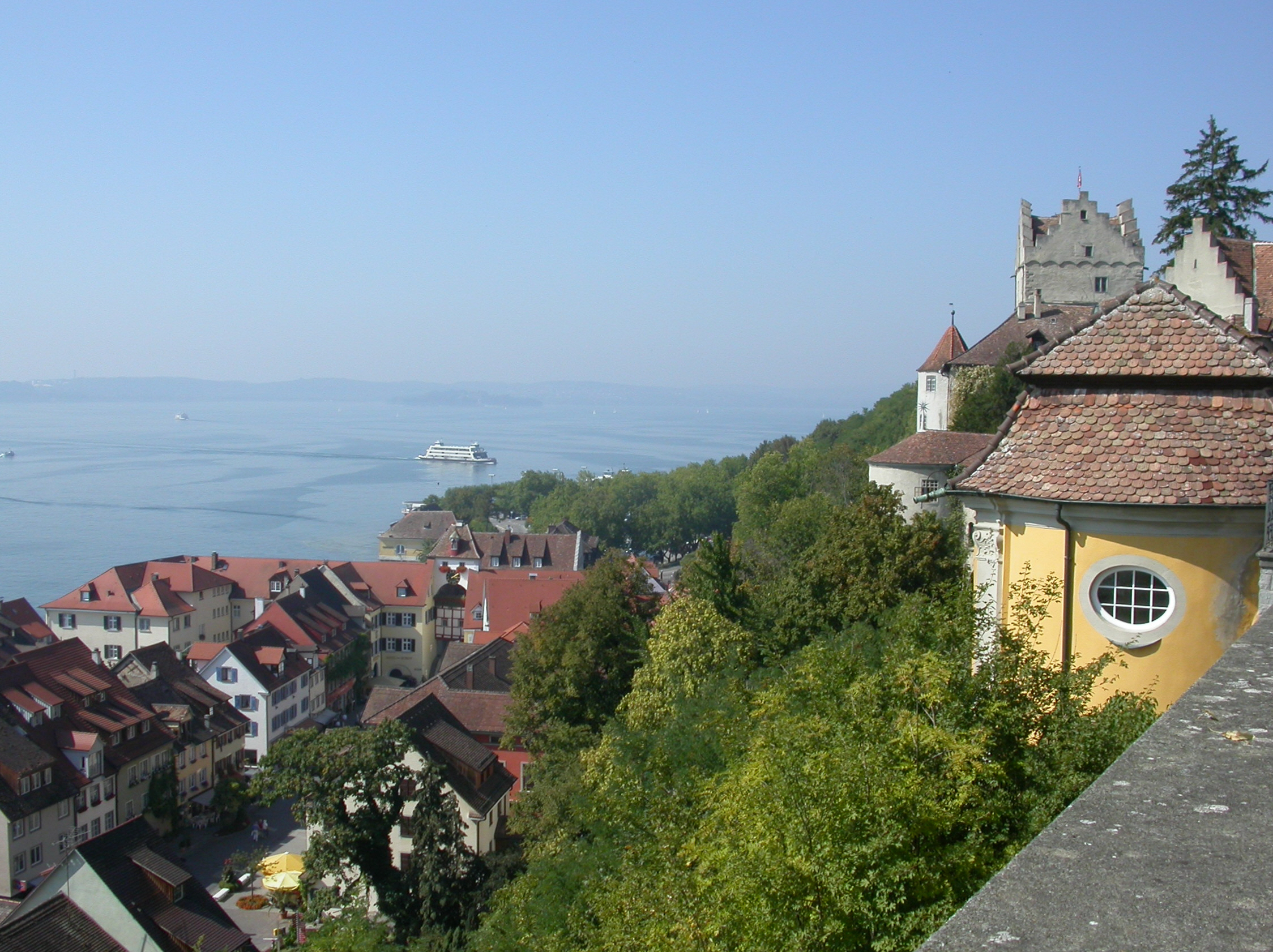
Vista de Meersburg.

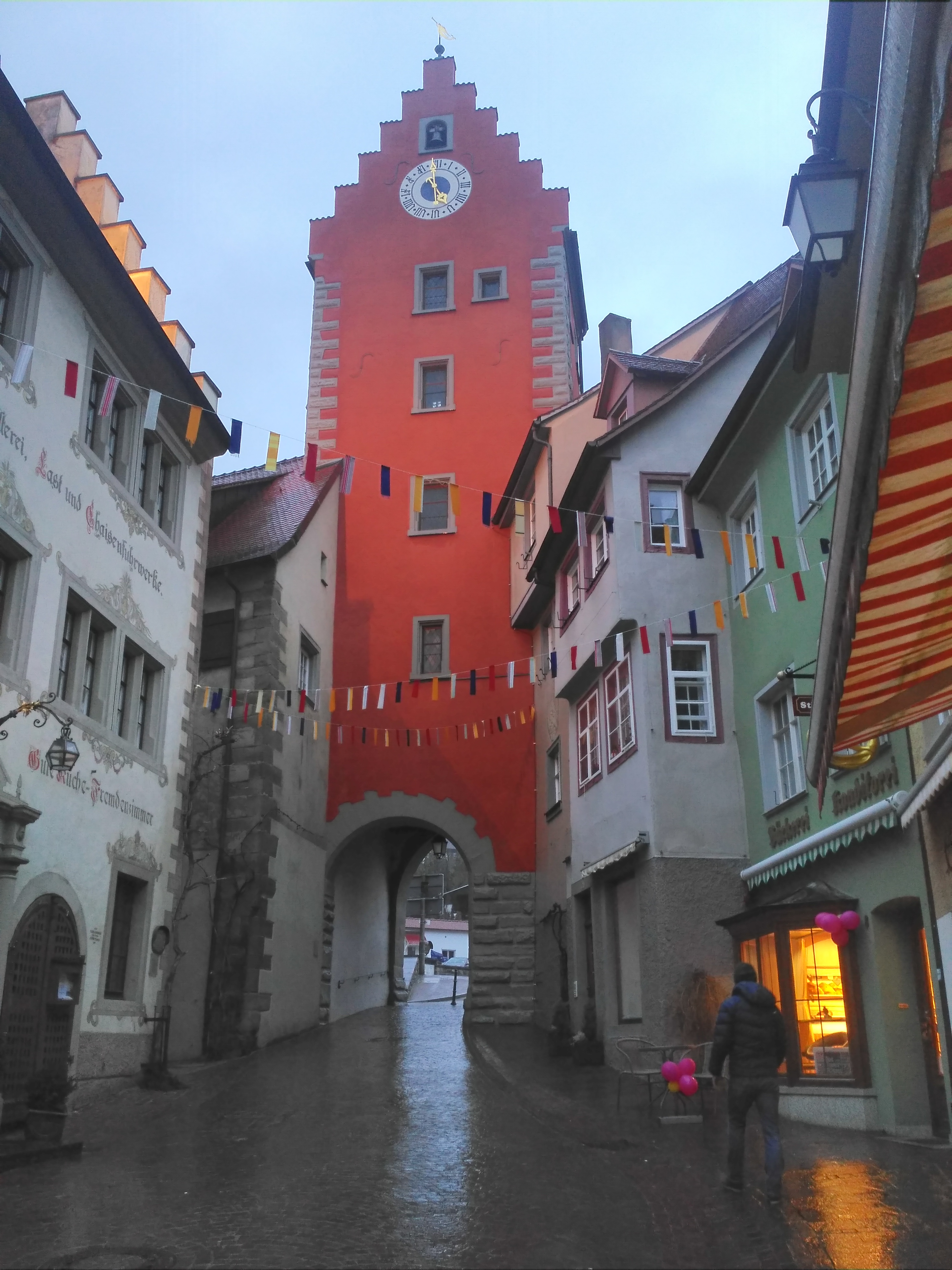
Porta cittadina

El barco une constantemente este villa con la ciudad de Constanza, al otro lado del lago. En su misma orilla, una línea de autobuses la comunica con Überlingen y Friedrichshafen.

## Personalidades
- Annette von Droste-Hülshoff
- Stefan Lochner
- Franz Anton Mesmer